# استان پیاچنزا
استان پیاچنزا (به ایتالیایی: Provincia di Piacenza) یکی از استان‌های ناحیهٔ امیلیا-رومانیای ایتالیاست و شهر پیاچنزا، مرکز آن است.
جمعیت این استان در سال ۲۰۰۹ برابر با ۲۸۸٫۰۱۱ نفر بوده است.
نیروگاه هسته‌ای کارسو در این استان قرار دارد.

## شهرستان‌ها
استان پیاچنزا با مساحت کل ۲٬۵۸۹ کیلومتر مربع دارای ۴۸ شهرستان یا کُمونِه است که نام‌های مهم‌ترین آنها برپایهٔ جمعیتشان از ۳۱ مه ۲۰۰۵ تا کنون در جدول زیر آورده شده است:

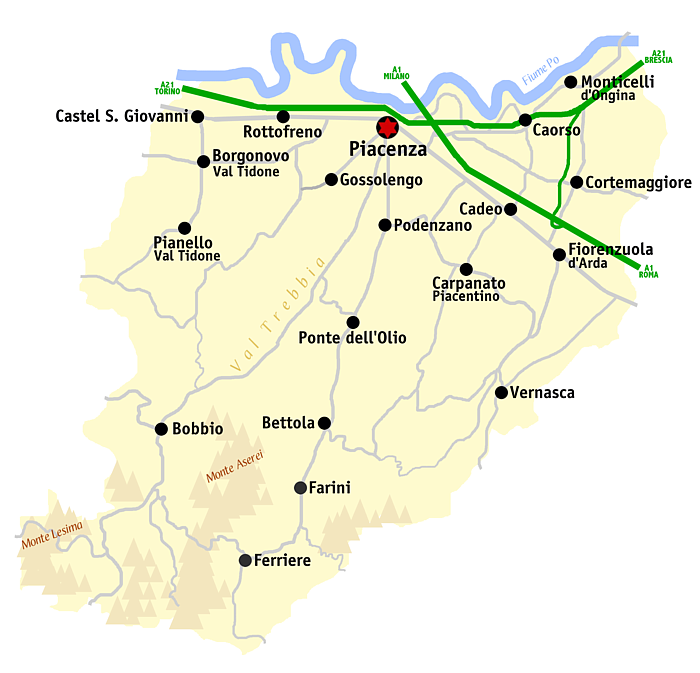

| شهرستان             | جمعیت  |
| ------------------- | ------ |
| پیاچنزا             | ۹۹٬۴۰۲ |
| فیورِنزولا داردا     | ۱۳٬۹۷۶ |
| کاستل سان جووانی    | ۱۲٬۷۴۳ |
| روتوفِرِنو            | ۹٬۸۴۹  |
| پودِنزانو            | ۸٬۱۰۷  |
| کارپانِتو پیاچِنتینو  | ۷٬۲۴۷  |
| بورگونُوُو وال تیدونه | ۷٬۰۶۳  |
| ریوِرگَرو             | ۶٬۱۵۹  |
| پونتِنورِه            | ۵٬۶۱۶  |
| کادیو               | ۵٬۵۸۲  |
| سان جورجو پیاچنتینو | ۵٬۵۲۶  |
| مونتیچِلی دونجینا    | ۵٬۳۱۰  |
| کاستلوِترو پیاچنتینو | ۵٬۱۵۵  |